# Punteggio FIS
Il Punteggio FIS è un sistema di classificazione degli atleti utilizzato dalla Federazione Internazionale Sci e Snowboard. Viene utilizzato per determinare gli ordini di partenza di tutte le gare organizzate dalla FIS ed è calcolato con sistemi diversi a seconda della disciplina sportiva considerata: sci nordico, snowboard, salto con gli sci, ecc. Nello sci alpino il punteggio viene calcolato utilizzando il metodo delle WCSL

## Calcolo

### Sci alpino
Nello sci alpino, ogni atleta che arriva al traguardo di una gara con titolazione FIS acquisisce un punteggio. Tale punteggio è costituito da un numero a due decimali il quale cresce con l'aumentare del distacco dal primo classificato. I punteggi FIS vengono calcolati separatamente per ogni specialità dello sci alpino: slalom speciale, slalom gigante, supergigante, discesa libera, supercombinata. Gli atleti vengono classificati in ordine di punteggio crescente, perciò ad un minor punteggio corrisponde una migliore posizione in classifica dell'atleta. Il punteggio FIS è, in pratica, costituito dalla somma di: 
- 1 penalizzazione applicata alla gara;
- 2 punteggio di gara ottenuto dall'atleta in esame;

Il punteggio di gara si ottiene con una formula che in pratica traduce in punti il distacco che l'atleta ha subìto dal primo classificato. Tale punteggio aumenta al crescere del distacco dal primo. Il primo classificato ha sempre un punteggio di gara uguale a 0,00.
La penalizzazione invece viene calcolata in base alla classifica degli atleti presenti al via e di quelli che sono giunti al traguardo. In pratica è il modo con cui il punteggio di gara viene adeguato alla "forza" degli atleti contro cui si sta gareggiando. È chiaro infatti che un conto è conseguire un determinato punteggio gara nel caso in cui sono presenti atleti di alto livello, un conto se il medesimo punteggio di gara viene conseguito contro atleti di scarso valore: è evidente infatti che in quest'ultimo caso avremo ottenuto una performance di livello inferiore. E infatti se in una competizione sono presenti atleti forti, con buoni punteggi FIS, la penalizzazione calcolata sarà piuttosto bassa, mentre se gli atleti presenti sono di scarso livello, avremo una penalità più alta che farà di conseguenza aumentare il punteggio conseguito.

### Calcolo dei punti gara
Il punteggio di gara di un atleta si calcola tramite la seguente formula:
P=[(Tx/To)-1]*F
- P: Punteggio di gara
- To: tempo del vincitore espresso in secondi
- Tx: tempo dell'atleta preso in considerazione espresso in secondi
- F: questo valore è differente per ogni specialità e viene comunicato dalla FIS all'inizio di ogni stagione

I punteggi delle stagioni precedenti rimangono comunque calcolati con i valori F delle stagioni in cui sono stati conseguiti (poiché questi possono essere modificati da una stagione all'altra). Naturalmente il primo atleta classificato ha sempre 0.00 punti gara (infatti in questo caso Tx=To), per cui in questo caso il suo punteggio sarà uguale alla penalità applicata alla gara.
Per esempio supponiamo di aver appena concluso una gara di gigante con un tempo di 2'14"33, mentre il vincitore ha chiuso in 2'09"19. Il punteggio gara che avremo conseguito sarà: [(134,33/129,19)-1]*980 = 38,99. Il risultato si arrotonda alla seconda cifra decimale (si arrotonda da 0 a 4 millesimi per difetto, da 5 a 9 millesimi per eccesso).

### Penalità di gara
Il calcolo della penalità spetta al delegato FIS (ad ogni gara avente titolazione FIS è assegnato un delegato della federazione il quale è incaricato del corretto svolgimento della manifestazione). Matematicamente si esegue in questo modo (si considerano i punteggi presi dalla lista FIS della specialità):
- A: si sommano i punti FIS dei migliori cinque atleti (in base alla lista FIS) classificati tra i primi dieci in gara;
- B: si sommano i punti FIS dei migliori cinque atleti tra tutti quelli che hanno preso il via della gara (anche se non hanno concluso);
- C: si sommano i punti di gara dei cinque atleti considerati in A;
- a questo punto si procede al calcolo con questa formula: (A+B-C)/10; il punteggio ottenuto viene arrotondato al secondo decimale;
- si deve sottrarre il valore di correzione "z" (in seguito spiegheremo che cos'è il valore di correzione z) se questo è positivo, altrimenti va sommato se negativo.

La penalizzazione in pratica è il modo con cui il punteggio di gara viene adeguato alla "forza" degli atleti contro cui si sta gareggiando.
Una gara è considerata valida per l'assegnazione dei punti FIS se ci sono all'arrivo almeno tre atleti che abbiano già un punteggio e non meno di cinque atleti in totale. Ai fini del calcolo della penalità se ci sono meno di cinque atleti con punteggio FIS viene considerato per ognuno dei rimanenti il seguente punteggio massimo: per la discesa 310, supergigante e supercombinata 250, gigante 200, slalom 145. Se due atleti hanno il quinto miglior punteggio pari merito e sono entrambi nei primi dieci si considera quello con il punteggio di gara più alto (in questo modo la penalità calcolata è migliore).
A seconda di ogni categoria di gare, è stabilità una penalità minima (sotto la quale non si può scendere anche se la penalità calcolata è minore) e, solo per alcune categorie, un "adder", ovvero un ulteriore numero da aggiungere alla penalty (questi valori vengono pubblicati insieme alle liste dei punti FIS):
- gare di coppa del mondo, mondiali e giochi olimpici: la penalità è sempre 0.00;
- discesa combinate coppa del mondo, mondiali e giochi olimpici: minimo 0.00, massimo 4.00;
- coppa Europa, nor-am, far east, south american cup, Australia and new zealand cup: minimo 6.00;
- campionati nazionali: minimo 8.00, adder +2;
- gare FIS: minimo 9.00, adder +3.00;
- gare "entry league": minimo 40.00, adder +13.00;

Sommando la penalità ottenuta con il punteggio di gara si otterrà il punteggio FIS conseguito dall'atleta nella gara presa in considerazione.
Esempio di calcolo della penalizzazione di una gara FIS:
- Migliori cinque atleti al traguardo entro i primi dieci(punteggio FISI;punteggio di gara): Pinco (12,53; 0,00), Pallino (34,56; 3,24), Tizio (11,82; 7,56), Sempronio (42,87; 12,34) Rossi (44,21, 15,16);
- Migliori cinque atleti alla partenza (punteggio FISI): Pinco (12,53), Pallino (34,56), Tizio (11,82), Caio (36,23), Sempronio (42,87);
- Somma dei punti FIS dei migliori cinque al traguardo entro i primi 10 (A): 145,99
- Somma dei punti FIS dei migliori cinque al via (B): 138,01
- Somma dei punti gara degli atleti considerati in A (C): 38,30
- Penalità calcolata(A+B-C)/10 = 24,57
- Category adder = +3,00
- Valore di correzione "z" (come da esempio riportato più avanti) = -1,23
- Penalità applicata: 24,57+3,00+1,23 = 28,80

## Le liste dei punti FIS
Periodicamente la FIS pubblica le liste dei punteggi e cioè le classifiche degli atleti. Nel 2010 sono uscite 12 liste (praticamente una ogni mese). Per la classifica di ogni atleta, viene considerata la media dei due migliori punteggi ottenuti nel periodo di valutazione (si considera come periodo di valutazione i mesi in cui sono uscite le ultime 14 liste). Se nel periodo di valutazione un atleta ha solo un risultato valido, si aggiunge al suo punteggio il 22%. Se l'atleta non ha ottenuto alcun risultato in questo periodo, ma aveva un punteggio FIS in precedenza, ad ogni lista si aggiunge un 5% al suo punteggio. A partire dalla 15ª lista in poi si aggiunge il 10%. In caso di infortunio, ci sono regole particolari che tutelano i punteggi dell'atleta infortunato. Se un atleta ottiene lo status di infortunato, alla lista successiva viene aggiunto lo 0,5% al suo punteggio. Al suo ritorno dall'infortunio, se non ottiene risultati migliori, il suo punteggio può aumentare al massimo del 2% per le prime 14 liste, del 5% dalla 15ª alla 28ª lista, del 10% dalla 29ª lista in poi.

## Integrazione della World Cup Starting List nelle liste FIS
Si è detto che le liste FIS sono utilizzate per l'assegnazione dei numeri di partenza. Ciò è vero solo in parte per le gare di Coppa del Mondo dove i primi trenta numeri sono assegnati seguendo la World Cup Starting List (WCSL), mentre dal 31 in poi si seguono i punteggi FIS. Questo sistema è usato per non penalizzare troppo chi esordisce in Coppa del Mondo (e quindi evidentemente non ha punti WCSL). Tramite una formula di conversione, i primi trenta della classifica WCSL vengono inseriti ai primi trenta posti della lista FIS nella disciplina considerata. Si applica perciò la seguente formula di conversione:
Ax=[(WCSL1-WCSLx)/(WCSL1-WCSL30)]*5,99
- WCSL1 = WCSL punti del primo della WCSL
- WCSL30 = WCSL punti del 30º della WCSL
- WCSLx = WCSL punti dell'atleta in posizione x
- Ax = punteggio FIS convertito;

Il primo della WCSL avrà sempre 0.00 punti mentre il trentesimo ne avrà 5.99. Al trentunesimo (e cioè l'atleta che ha il miglior punteggio FIS tra quelli che non sono fra i primi trenta della WCSL) vengono assegnati d'ufficio 6.00 punti.
La differenza tra i punti del trentunesimo atleta calcolati facendo la media tra i suoi due migliori risultati e i 6.00 punti, costituisce il valore di correzione "z" a cui si era prima accennato e di cui si deve tener conto per il calcolo delle penalità di gara. Per esempio, ipotizzando che il 31º atleta abbia una media dei due migliori risultati di 7.23, il valore di correzione z da considerare durante il periodo di validità di questa lista FIS è -1,23, infatti: 7.23 - 6.00 = 1.23. Tutti gli atleti dopo il 31º saranno classificati con un punteggio che sarà uguale alla loro media dei due migliori risultati abbassata del valore "z". Un ulteriore esempio per chiarire questo punto: se uno sciatore ha 11.46 come media, nella lista FIS avrà: 11.46 - 1.23 = 10.23 punti. Il valore z viene sempre pubblicato all'interno delle liste dei punti FIS.

## Differenze tra il punteggio FIS e il punteggio FISI
Il punteggio FISI (Federazione italiana sport invernali) è utilizzato per le gare nazionali in Italia. Il calcolo dei due punteggi è assolutamente uguale, le uniche eccezioni sono:
- per il calcolo della penalità si considerano le liste FISI e non FIS;
- non esiste il problema della WCSL, e quindi non si utilizza la formula di conversione prima esposta e non esiste valore "z" da applicare al calcolo della penalità;
- penalità minime diverse a seconda delle categorie di gare (nazionali, regionali o provinciali)